# 小行星30785
小行星30785（30785 Greeley），天文學臨時編號1988 PX，是一顆火星軌道穿越小行星，於1988年8月13日由卡羅琳·舒梅克和尤金·舒梅克在帕洛马山天文台發現。該小行星以行星科學家隆納·格里利命名。

## 外部連結
- JPL Small-Body Database Browser on 30785 Greeley （页面存档备份，存于）

| 前一小行星： (30784) 1988 PO | 小行星列表 | 後一小行星： 30786 Karkoschka1 |